# Guillermo Molina
Guillermo Molina Ríos, född 16 mars 1984 i Ceuta, är en spansk vattenpolospelare. Han ingick i Spaniens landslag vid olympiska sommarspelen 2004, 2008, 2012 och 2016. 
Molina gjorde fem mål i herrarnas turnering i vattenpolo vid olympiska sommarspelen 2012.
Molina tog VM-guld i samband med världsmästerskapen i simsport 2001 i Fukuoka och VM-silver i samband med världsmästerskapen i simsport 2009 i Rom.